# Ернест Гелнер
Ернест Андре Гелнер (9. децембар 1925 — 5.новембар 1995) је био британско-чешки филозоф и социолог антропологије. Након смрти, окарактерисан је као један од најенергичнијих интелектуалца света од стране The Daily Telegrahp-а Архивирано на веб-сајту  (25. јануар 2018). The Independent га је сматрао главним представником критичког рационализма.

## Резиме
Његова прва књига, Речи и ствари (1959), омогућила му је да постане један од главни људи часописа The Times-а као и месец дана дугу кореспонденцију на тему његових писама која су нападала на лингвистичку филозофију. Професорском каријером дугом 22 године у областима филозофије, логике и научне методе у Лондонској школи економије, са титулом професора Вилијама Вајса социјалне антропологије на Универзитету Кембриџ, са којом је 8 година предавао на истом, и на челу новог центра за студирање национализма у Прагу, Гелнер се читавог свог живота борио, кроз своја литерарна дела, предавања и политичког активизма, против система који се налазио око њега - систем затвореног мишљења, нарочито комунизма, психоанализе,релативизма и диктатуре слободног тржишта. Најзначајније теме којима се бавио биле су теорија модернизације и национализам. Његова мултикултуролошко порекло му је помогло у анализирању и описивању три различита света: западног, исламског и руског. Сматра се једним од водећих теоретичара национализма.

## Позадина
Гелнер је рођен у Паризу у породицу Ане и Рудолфа, адвоката, урбаног јеврејског интелектуалног пара из Бохемије (која је од 1918. године део Чехословачке). Одрастао је у Прагу, где је завршио енглеску-језичку гимназију.
Године 1939, када је Гелнер имао 13 година, десио се успон Адолфа Хитлера који је приморао његову породицу да се исели из Чехословачке. Уточисте су нашли у Сент Албансу, северно од Лондона, где је Гелнер наставио своје школовање у школи Св. Албана. Са 17 година је добио стипендију за Балиол колеџ, део универзитета Оксфорд, због “ португалске колонијане политике” — “одржавање мира са народим масама тако што су се способнији из нижих класа примали на Балиол”, како је причао.

### Образовање
Студирао је филозофију, политичке науке и економију, специјализирао филозофију. После прве године је прекинуо школовање како би се придружио Првој чехословачкој армији, која је учествовала у опсади Денкерка (1944-1945), након чега се вратио у Праг и наставио студирање још пола семестра.
За време овог периода, комунизам јача и из тог разлога се враћа у Енглеску. Један комунистички постер му је остао урезан у памћење: “Сви са чистим штитом су добродошли у Партију”. Гелнер је тврдио да уместо људи који су били добри за време окупације, постер позива све људе који су згрешили, чији су штитови били изузетно прљави. Партија би им чистила досије, али што је гори био - то би човек морао бити оданији. Предосетио је посету Стаљина, а пошто није желео да буде део тога, и пошто његов Праг више није био исти, одлучио је да га што пре напусти.

### Наставак студија
Вратио се на Балиол колеџ 1945. да заврши своје студије. У међувремену је освојио награду Џон Лока и ђака генерације 1947. Исте године је започео своју академску каријеру на Универзитету у Единбургу као асистент професора Џона Мекмарија на смеру филозофије морала. Преселио се у Лондонску Школу Економије 1949. године, прикључујући се социолошком смеру, на чијем челу се налазио Морис Гинзберг. Гинзберг је веровао да су филозофија и социологија уско повезане.
“Запослио ме је јер сам био филозоф. Иако је технички био профеоср социологије, није желео да запошљава своје студенте, тако да сам имао користи од тога. Он је претпоставио да би било који филозоф био еволуционарни Хобхаусанин као и он сам. Требало му је времена да схвати да ја нисам био.”
Гинзберг је био наследник Леонарда Трелавнија Хобхауса као Професор Социологије Мартин Вајт на ЛШЕ (Лондонска Школа Економије). Дело Хобхауса, Еволуција ума (1901), је предлагало да се друштво посматра као организам, последица еволуције, са индивидуом као основном ћелијом, чије је основна премиса била да ће се друштво побољшавати с временом - идеја којој се Гелнер противио.

#### Цитат о Гинзберу
“Гинзбер…био је потпуно неоригиналан и глуп. Он је једноставно понављао еволуционарни рационализам који је већ био осмишљен од стране Хобхауса и која је чистом случајношћу била екстраполација његовог приватног живота: почевши у Пољској а завршавајући као један од утицајнијих професора на ЛШЕ-у. Он је еволуирао, имао је своју лествицу великог развића: где је најнижа лествица предстаљала пијаницу, Пољацака, антисемитскпг ниткова, а следећу лествицу је чинила пољска аристократија, мало боља. Онда је дошао у Енглеску, прво на универзитетски колеџ, под Давсом Хиксом, који је био скоро па рационалан (остало му је мало антисемитских предрасуда, чини се) да би најзад завршио на ЛШЕ-у са Хобхаусом, који је био толико рационалан да му је рационалност цурила на нос. Тако је Гинсберг схватио то, по њему је цело човечанство још рационалније еволуирало, од пијаног Пољака до Хобхауса и баште у Хампстеду.”

### Критика лингвистичке филозофије
Гелнерова критика лингвистичке филозофије у делу Речи и ствари фокусирају се на Џ. Л. Остина и каснији рад Лудвига Њитгенштајна, где их критикује што ни не помишљају да су њихове методе можда неисправне. Постао је доктор наука 1961 уз помоћ тезе која се бавила делом Органиѕација и улога Бербера Завија, да би само годину дана касније постао професор филозофије, логике и научне методе. Мисли и промене су објављене 1965, а у Стању и друштву совијетске мисли (1988) је испитивао да ли би марксистички режими могли да буду либерализовани.

### Позне године
Примљен је у Британску академију 1974. Преместио се на чело одсека за антропологију у Кембриџ 1984, добивши катедру Вилијама Вајса. Постао је део Кингз Колеџа што му је омогућило да ужива у опуштеној атмосфери, уживајући у пиву и шаху са студентима. Оксфордски речник Националних Биографија га је описао као:,, бриљантног, злокобног, понекад перверзног, веома виспреног и са посебном љубављу према иронији”. Ученици су га обожавали, био је познат по томе да је остајао дуго након заврсетка часа објашњавајући ученицима нејасно, био је сјајан говорник и надарени учитељ.
Плуг, мач и књига (1988) обрадила је тему филозофије историје, а у Условима слободе (1994) он је покушао да објасни крах социјализма. Године 1993, вратио се у Праг, сада ослобођен комунизма. Вратио се и у Централни Европски Универзитет, где је постао декан центра учења о национализму, финансиран од стране Џорџа Сороса, америчког милионера, који је желео да проучава развитак национализма у посткомунистичким земљама источне и централне Европе. Дана 5. новембра 1995, по повратку из Будимпеште, доживео је инфаркт, од којег је умро месец дана пре свог седамдесетог рођендана.
Био је познат по, благо речено, чудном смислу за хумор. Наиме, његова ћерка Сара, прича како је једна од омиљених шала њеног оца била „Силовање, силовање, силовање, целог лета”. Позната је његова изјава: ,, Једино што више мрзим од феминисткиња, су хомосексуалци.”

## Речи и Ствари
Објављивањем књиге 1959, своје прве, стекао је славу ( познат по позитивном, али и по негативном) међу својим колегама филозофима, али такође и ван ове науке, због оштрих критика на рачун обичне језичке филозофије ( лингвистичке филозофије, како ју је често називао). Ова филозофија била је доминантна филозофија на Оксфорду у то време.
Књига је осуђивала рад бројних филозофа, међу њима: Лудвига Витгенштајна, Џ. Л. Остина, Гилберта Рајла, Ентони Флуа, Страсона, итд.

## Социолошка антропологија
Током шесте деценије двадесетог века, Гелнер отрива љубав према социолошкој антропологији. Крис Хан, директор Института Макс Планк за Социолошку Антропологију, прича како након рада Бронислава Малиновског, велики дипринос развоју ове тематике, у наредних 40 година, има управо Гелнер.

## Национализам
Гелнер ће 1983. године објавити Нације и Национализам. За Гелнера, национализам је: ,, политички став уније политике и нације”. Национализам је постао неопходни део модерног друштва. У прошлости су владари мање водили рацуна о хомогености културе својих грађана. Данас је потребно стандарнизовати културу, јер је вишак, непотребна, у комуникацији радника који раде на машинама.
Премда, индустријско друштво дефинише чињеница да постоји константни пораст, врсте запошлења варирају, и нове вештине се морају научити. Дакле, спремање за неки класични посао, захтева више него спремање за неки специјализовани. Територијално гледано, постоји конкуренција за заједничке сливнике (као на пример Алзак-Лорен). Како би задржала стисак над ресурсима као и свој опстанак и прогрес, држава и култура, из ових разлога, морају бути подударни. Национализам је, дакле, неопходан.